# Canal Dessel-Turnhout-Schoten
El Canal Dessel-Turnhout-Schoten és un canal de Bèlgica que connecta el port d'Anvers via el canal Albert amb els canals Bocholt-Herentals i Dessel-Kwaadmechelen a Dessel. Té una llargada de 63,312 km.

## Història
El canal s'ha construït en dues fases al segle xix: el tram Dessel a Arendonk de 1847 a 1848 i el tram d'Arendonk a Schoten de 1856 a 1860. La motivació era econòmica: la irrigació de les terres arenoses dels Kempen i la navegació comercial. A poc a poc, el paper d'irrigació va minvar-se. També, l'augment del trànsit comercial va disminuir el volum d'aigua disponible per a l'agricultura.
Al segle xix, el canal era molt important per a les fàbriques de ceràmica (teules, maons…).
Després de l'obertura del canal Albert el 1939, més modern, la importància econòmica del canal va minvar.

## Avui

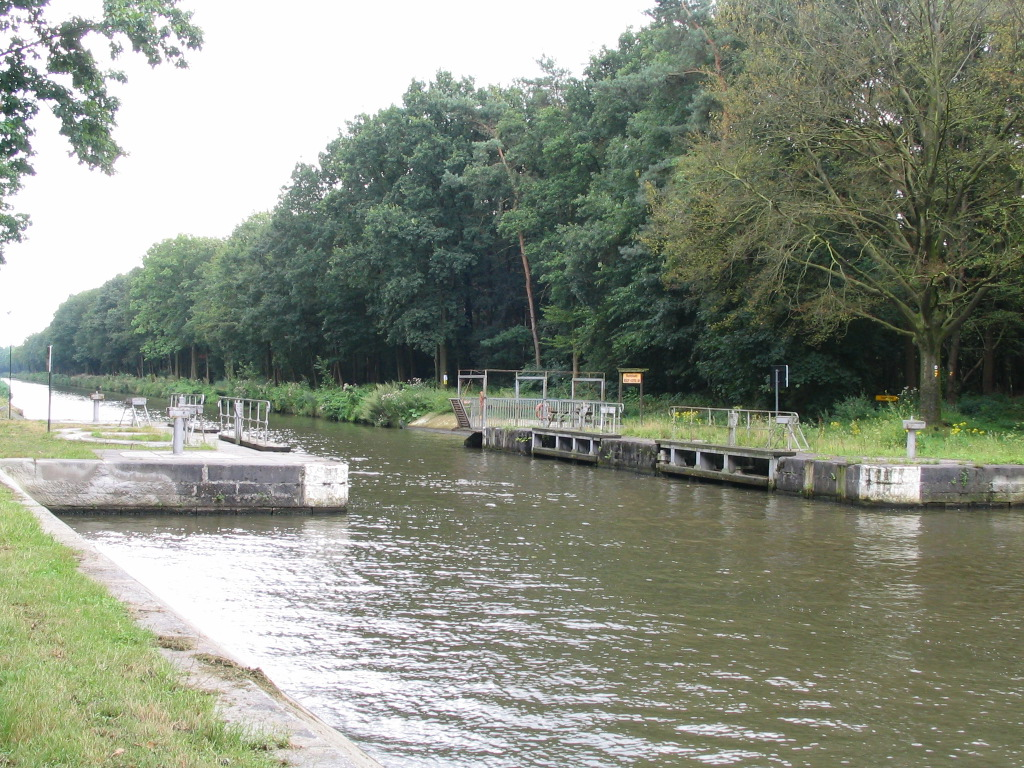
El canal a Ravels

Avui, l'estat del canal no permet que dues embarcacions comercials es creuen. S'estudien les possibilitats de millorar el canal per a permetre el passatge de barcasses empesos de 50 m. La presència de deu rescloses no facilita una velocitat competitiu amb el transport per carretera. El pla general de la província d'Anvers proveu sobretot el desenvolupament de les funcions recreatius i de reserves naturals.

## Rescloses

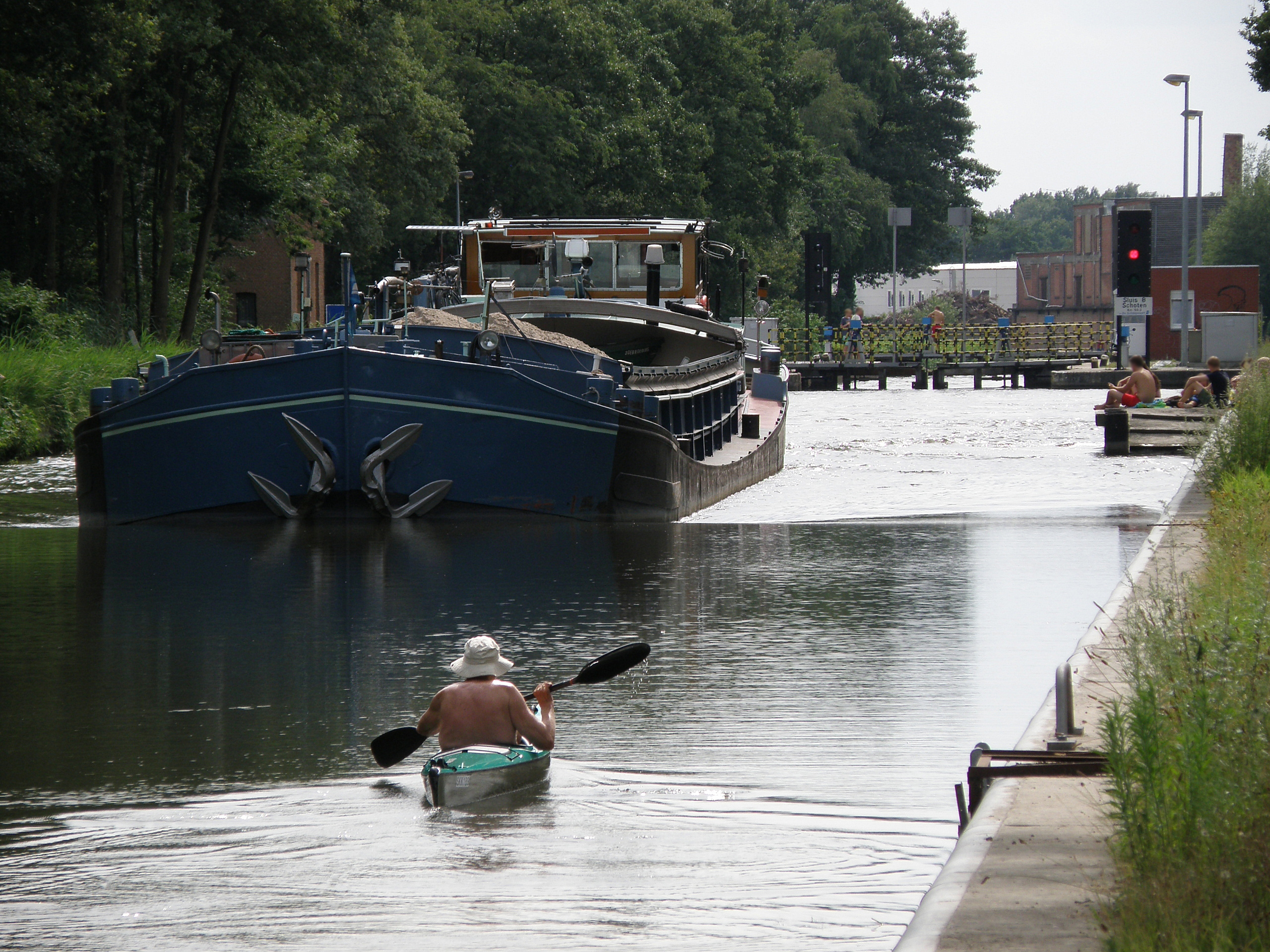
El canal a Schoten

| Rescloses             | Rescloses | Rescloses | Rescloses | Rescloses      | Rescloses |
| --------------------- | --------- | --------- | --------- | -------------- | --------- |
| Localitat             | llargada  | amplada   | calat     | alçària llibre | desnivell |
| 1 Rijkevorsel         | 50,00 m   | 7,00 m    | 1,90 m    | 5,15 m         | 1,13 m    |
| 2 Brecht              | 50,00 m   | 7,00 m    | 1,90 m    | 5,15 m         | 2,51 m    |
| 3 Brecht              | 50,00 m   | 7,00 m    | 1,90 m    | 5,15 m         | 2,50 m    |
| 4 Sint-Job-in-'t-Goor | 50,00 m   | 7,00 m    | 1,90 m    | 5,15 m         | 2,75 m    |
| 5 Sint-Job-in-'t-Goor | 51,5 m    | 7,00 m    | 1,90 m    | 5,15 m         | 2,50 m    |
| 6 Schoten             | 51,5 m    | 7,00 m    | 1,90 m    | 5,15 m         | 2,46 m    |
| 7 Schoten             | 51,5 m    | 7,00 m    | 1,90 m    | 5,15 m         | 2,48 m    |
| 8 Schoten             | 51,5 m    | 7,00 m    | 1,90 m    | 5,15 m         | 2,35 m    |
| 9 Schoten             | 51,5 m    | 7,00 m    | 1,90 m    | 5,15 m         | 2,41 m    |
| 10 Schoten            | 55,0 m    | 7,50 m    | 1,90 m    | 5,15 m         | 4,60 m    |

## Turisme i ports esportius
Hi ha quatre ports esportius: Schoten, Sint-Job-in-'t-Goor, Brecht i Turnhout.

## Enllaços
El canal connecta amb el Canal Bocholt-Herentals, el canal Albert i el Canal Dessel-Kwaadmechelen.